# Alfarería en la provincia de Teruel

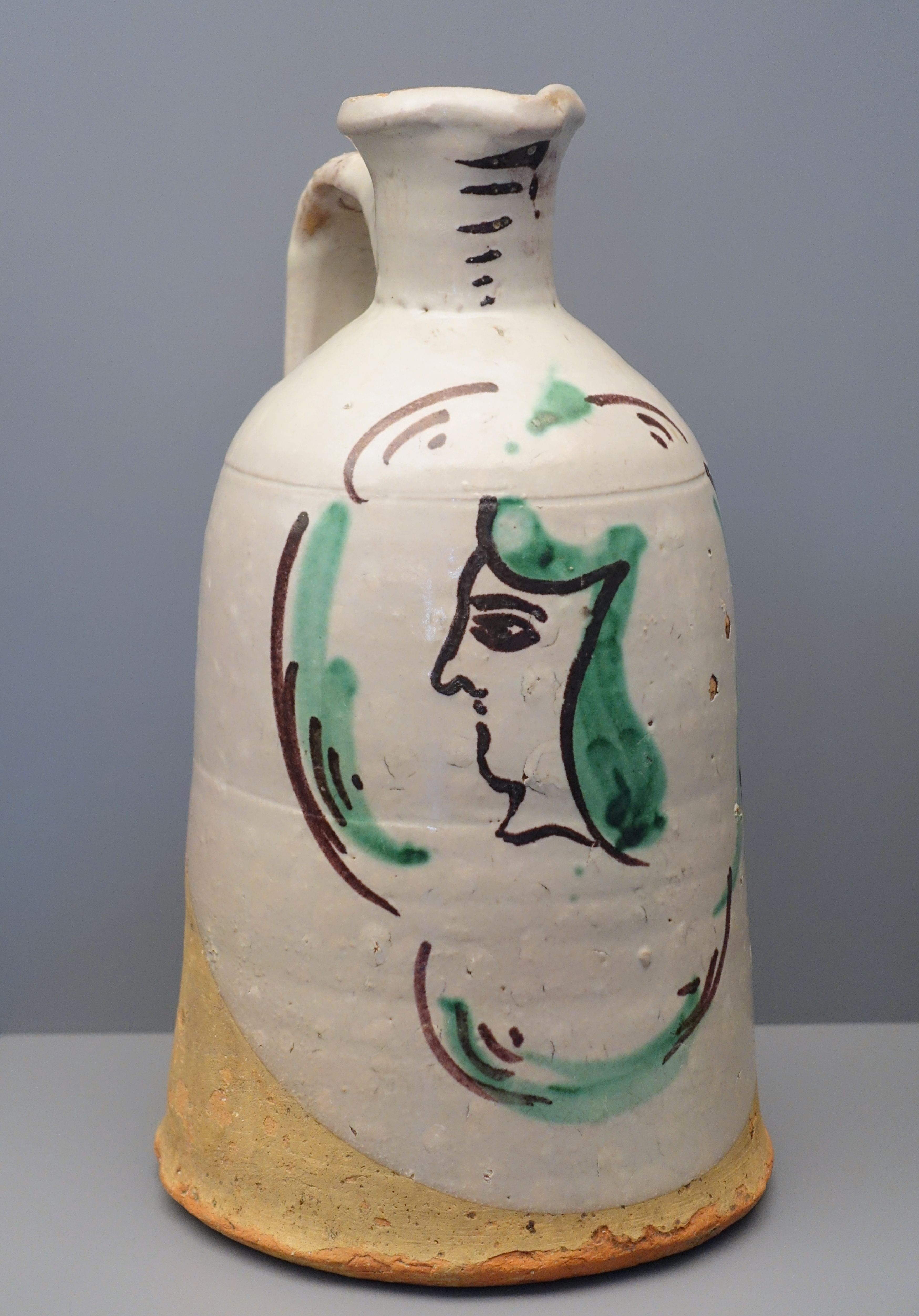
“Oliera” del siglo conservada en el Museo Nacional de Artes Decorativas, en Madrid.

La alfarería en la provincia de Teruel (España) reúne la obra artesanal producida con limitada o primitiva tecnología y tosca elaboración, en un contexto social familiar y para uso utilitario y funcional. En su conjunto es herencia de la producción de los moriscos expulsados en el año 1610, y continuada por conversos o "cristianos nuevos". De entre los centros de mayor producción  destacan los focos de Calanda, Huesa del Común, Rubielos de Mora y Teruel capital, algunos recuperados como talleres activos en el siglo xxi.

## Historia
En el Fuero de Teruel de 1176 aparecen mencionados apellidos de algunas familias alfareras que han pervivido hasta el siglo xx.
Además de la producción endémica de la llamada cerámica verde y manganeso, tanto en la capital turolense como en algunos alfares aledaños, documentados hacia 1250, es de especial importancia en el conjunto provincial la azulejería mudéjar con ejemplos bien conservados en la capital.
Otro capítulo de reconocida personalidad son los cántaros bajoaragoneses, con una sola cocción de horno y formas singulares en la producción de los alfares de Calanda (alfarería de agua) o Alcorisa (alfarería del vino).

## Alfares más importantes
Entre los focos artesanos aun activos en el campo de la ollería y la primitiva alfarería de basto destacan, además de los talleres históricamente documentados en la capital, las alfarerías de Calanda, Huesa del Común, Rubielos de Mora y Gea de Albarracín, todos ellos  con un claro origen morisco desde el inicio del siglo xvii, y en varios casos documentados al menos desde 1849.

### Calanda
Recuperando la tradición alfarera de esta localidad, en 1995 fue fundada la Escuela de cerámica Virgen del Pilar, en memoria de alfareros calandinos como Antonio Bondía y Pascual Lavarías. Aprovechando el mercado coleccionista y anticuario suscitado por piezas como las antiguas parretas y tinajas calandinas, jóvenes artesanos continúan manteniendo no solo la alfarería y la cerámica popular, sino el rico legado lingüístico asociado a ellas. Muestra de todo ello son piezas como:
- parreta, o tinaja casi esférica, para conservar las aceitunas;
- rallo (botijo aragonés), un tipo de cántaro con boca cerrada y agujereada;
- botejón de campo, hermano del "medio cántaro" o "jarra grande", recipientes con pico vertedor y un asa;
- o los varios tipos de cocio (también llamado "cuezo" o "colador"), para blanquear la ropa, fabricados en distintos tamaños: 
  - darrial, para cuatro canastas de ropa;
  - dececheno, para tres;
  - cocico, para dos;
  - pañalero, para una muda;
  - barreño, una canasta.

### Gea de Albarracín
Luis María Llubiá habló de los cocios (de hasta dos metros de diámetro) y tinajas producidos en Gea, y de su trabajo de campo en la zona con el alfarero Bernardo Julián, ya octogenario en 1950. También informaba sobre el cántaro de este foco, el único fabricado por urdido, con forma de ánfora y base estrecha y alta, dos asas, cuello estilizado y alto y pitorro vertedor. Otra característica singular de sus piezas era la decoración en relieve (“cerdillado”) consistente en tiras pegadas a las piezas, y decoradas con digitaciones espaciadas.

### Huesa del Común
Esta localidad, que ya aparece mencionada en los censos de Madoz en 1849, y que llegó a contar con una decena de alfares entes de la guerra civil española, fue famosa por sus piezas para agua (botejillas, cantarillas, etc.), como los rallos (cántaros con “pichel”) y ‘botijas de mayo’. Apenas queda el recuerdo de su activo barrio de las Ollerías, aunque se conservan piezas en el museo provincial de Zaragoza.

### Teruel

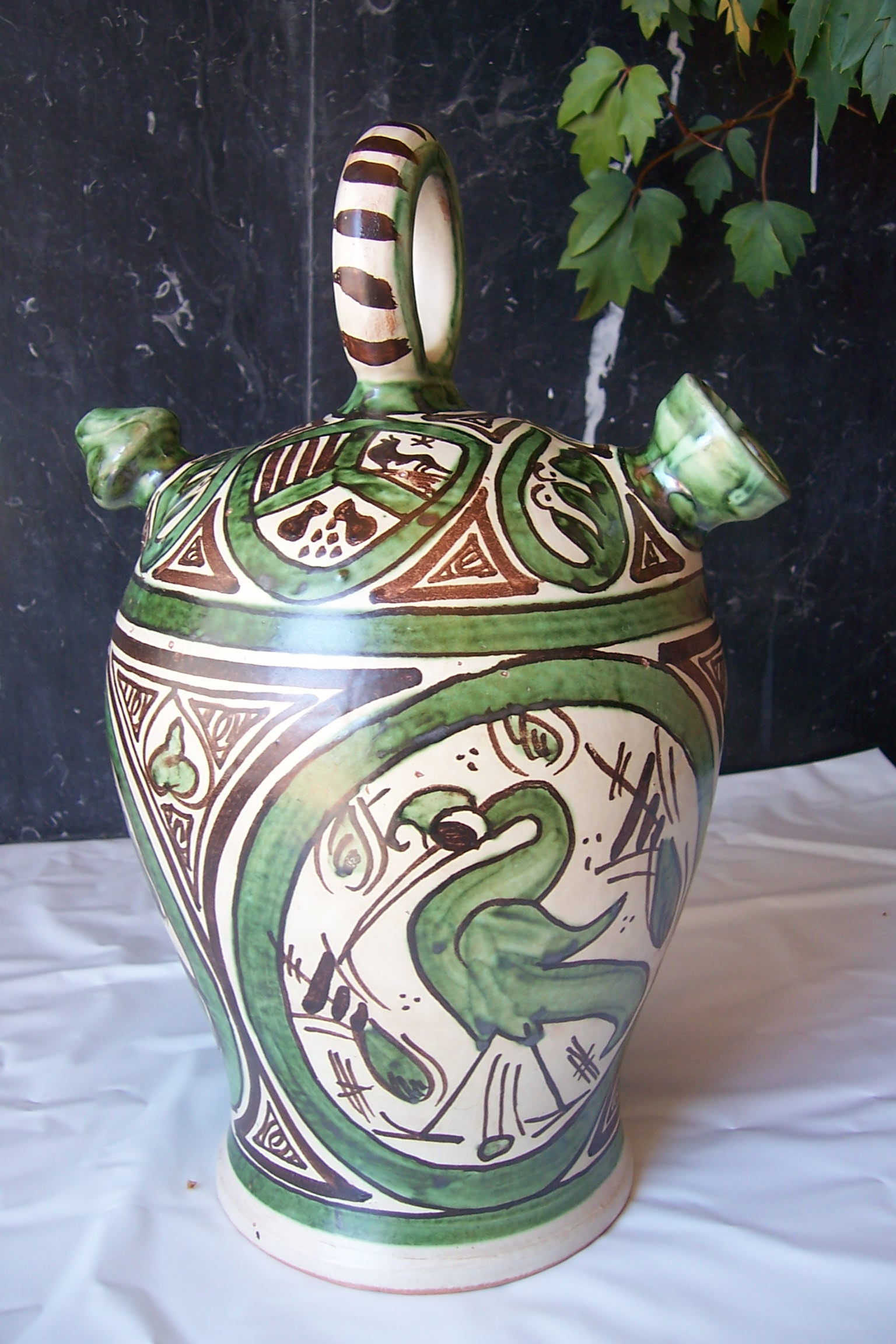
Botijo decorado en verde y manganeso.

Además de la comentada mención en el Fuero de Teruel de 1176, en la Guía de los alfares de España, trabajo de campo de los etnógrafos Vossen, Seseña y Köpke, publicado en 1975, se menciona como activos aún en Teruel los talleres de dos de las familias alfareras con más tradición en la capital, los Gorriz, maestros muy apreciados por su obra de basto o alfarería tradicional, y los Punter, más dedicados a la producción de loza verde y marrón.

## Alfares desaparecidos
Del conjunto de alfarería provincial extinguida, los trabajos de campo de Seseña, González-Hontoria y Rubio Celada mencionan la ollería y cantarería producida en localidades o focos artesanos como Albarracín, Beceite, Cabra de Mora, Cantavieja, Mora de Rubielos y  Rubielos de Mora, Torrijas, Tronchón, Valbona, además de Alcorisa, Alcañiz, Crivillén (estos tres citados por Antonio Ponz en 1788), o los citados por Llubiá en Báguena, Calamocha, Cañada de Benatunduz, Cedrillas, Manzanera, Pozuelo de Campo y Tivisa.

## La cerámica del museo de Teruel
Como parte del tesoro arqueológico turolense, el palacio renacentista que alberga el museo de Teruel, conserva una colección de alfarería y cerámica, recogida en yacimientos y alfares desaparecidos, que incluye diversos tipos de vasijas y otras piezas sel periodo prerromano y romano, como las decoradas con escamas de barbotinadel yacimiento de Camino de Albalate, junto a Calanda.

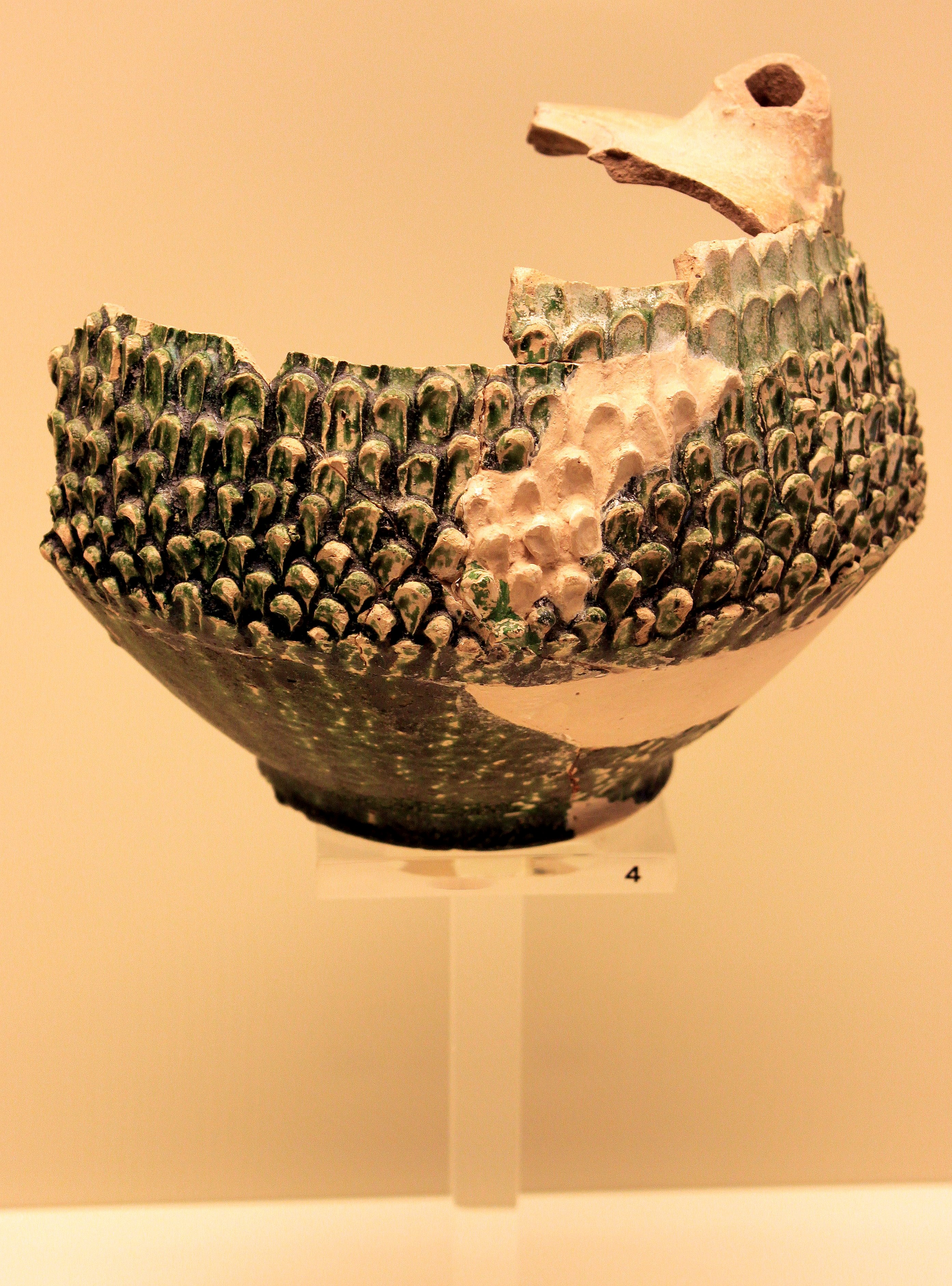
Vasija de cerámica vidriada, con escamas de barbotina
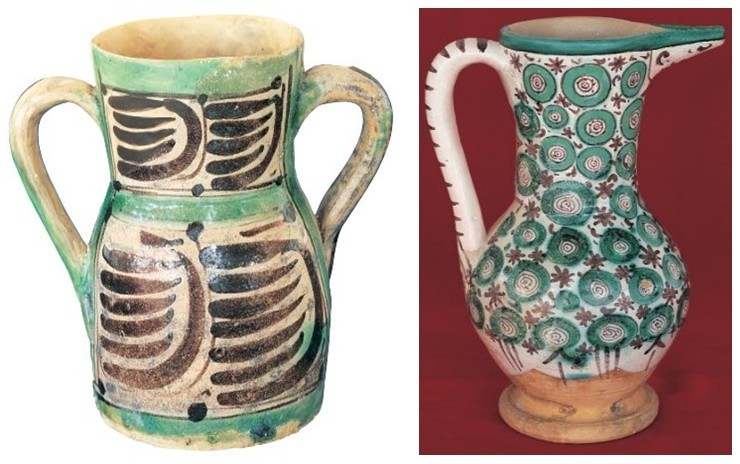
Jarrita (terrazo) y Jarra (picher) decoradas en verde y manganeso, siglo XIV.
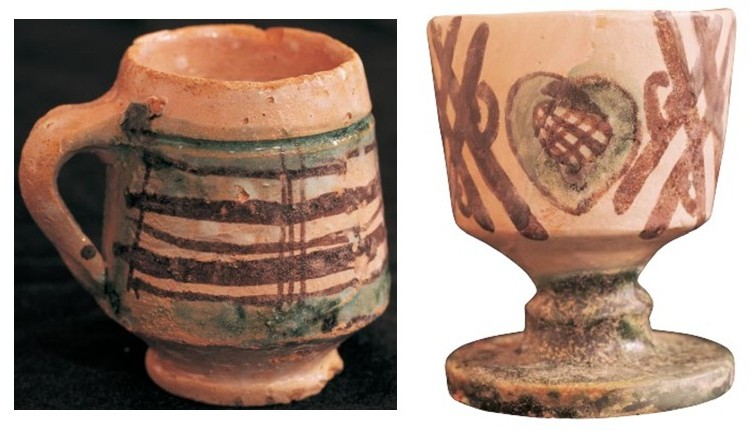
Taza y copa decoradas en verde y manganeso, siglo XIV.
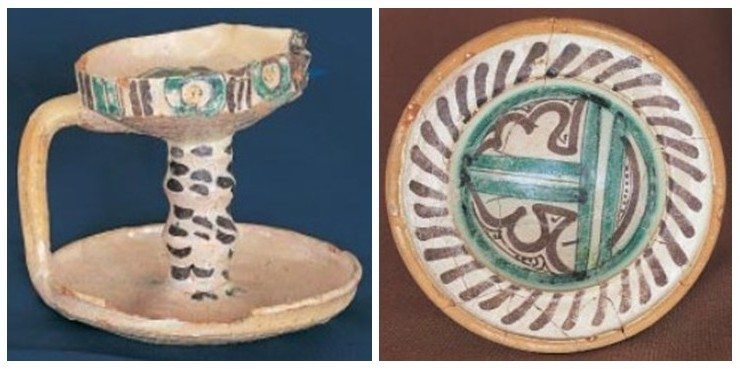
Candil (palmatoria) y cuenco (salsera) decorados en verde y manganeso, siglo XIV. Museo Provincial de Teruel (España).